# Brother Man
Brother Man è un cortometraggio muto del 1910. Il nome del regista non viene riportato nei credit del film che aveva come interpreti Carlyle Blackwell e Florence Turner.

## Trama
Avvisato che la moglie sta per partorire, un marito corre subito a casa. Il bambino che nasce è un maschio e il giovane padre, felice dopo le apprensioni per la lunga attesa, finisce per addormentarsi sulla sedia su cui è seduto. Viene svegliato dai movimenti circospetti di un ladro che è riuscito a entrare in casa: il malvivente, dopo avergli rubato l'orologio, trova un rotolo di denaro nella scrivania. Il padrone di casa, preoccupato per la moglie che si trova nella stanza adiacente, chiede al ladruncolo di non disturbarla, spiegandogli cosa è accaduto. Il ladro, allora, gli restituisce il maltolto e gli dice di essere pentito della sua vita criminale, promettendo di cambiare vita. Appena fuori di casa, però, l'uomo viene arrestato da un poliziotto che lo riporta dentro, dal padrone di casa. Questi vorrebbe denunciarlo ma, ricordando le frasi di pentimento del ladro e la tenerezza che ha dimostrato nei confronti del suo bambino, sente nascere in sé un senso di fratellanza che lo induce al perdono. Così dice all'agente che l'uomo era stato da lui per lavoro. Quando il poliziotto se ne va, il ladro ringrazia commosso il suo salvatore che, da parte sua, gli promette di aiutarlo a trovare un lavoro che gli permetterà di rifarsi una vita onesta.

## Produzione
Il film fu prodotto dalla Vitagraph Company of America

## Distribuzione
Il film - un cortometraggio di 186 metri - fu distribuito dalla General Film Company che lo fece uscire nelle sale degli Stati Uniti l'11 ottobre 1910.
Nelle proiezioni, veniva programmato con il sistema dello split reel, accorpato in un'unica bobina con un altro cortometraggio prodotto dalla Vitagraph, la commedia Actors' Fund Field Day.